# Long Lawford
Long Lawford is een civil parish in het bestuurlijke gebied Rugby, in het Engelse graafschap Warwickshire met 3180 inwoners.